# Rendsburger Kreisbahn
| Lage des Kleinbahnhofes in Rendsburg |                                  |                                      |                                      |
| Kursbuchstrecke: | 102 n (1934), 113 k (1944, 1946) |                                      |                                      |
| Streckenlänge: | 46 km                            |                                      |                                      |
| Spurweite: | 1000 mm (Meterspur)              |                                      |                                      |
| |                                  |                                      |                                      |
| \| \| 0,0 \| Rendsburg \| Rendsburg \| \| \| \| Hafenbahn, zum Staatsbahnhof \| \| \| \| \| Nord-Ostsee-Kanal (Drehbrücke) \| \| \| \| \| Schützenhof \| \| \| \| 2,4 \| Westerrönfeld \| Westerrönfeld \| \| \| \| Nübbel 1902–1923 \| \| \| \| 5,0 \| Schülp \| Schülp \| \| \| 8,9 \| Jevenstedt \| Jevenstedt \| \| \| 10,3 \| Dammstedt \| Dammstedt \| \| \| 13,3 \| Spannan \| Spannan \| \| \| 14,8 \| Legan \| Legan \| \| \| 17,0 \| Stafstedt \| Stafstedt \| \| \| 19,9 \| Luhnstedt \| Luhnstedt \| \| \| 21,3 \| Forsthaus (Luhnstedt) \| Forsthaus (Luhnstedt) \| \| \| 23,5 \| Nindorf \| Nindorf \| \| \| 26,7 \| Remmels \| Remmels \| \| \| 30,7 \| Hohenwestedt Gleis zum Staatsbahnhof \| Hohenwestedt Gleis zum Staatsbahnhof \| \| \| \| Bahnstrecke Neumünster–Heide \| \| \| \| 34,4 \| Wapelfeld \| Wapelfeld \| \| \| 37,0 \| Reher \| Reher \| \| \| 40,6 \| Puls \| Puls \| \| \| 42,9 \| Oldenborstel \| Oldenborstel \| \| \| 45,4 \| Schenefeld \| Schenefeld \| |                                  |                                      |                                      |
| Kopfbahnhof Streckenanfang (Strecke außer Betrieb) | 0,0                              | Rendsburg                            | Rendsburg                            |
| Abzweig geradeaus und nach links (Strecke außer Betrieb) |                                  | Hafenbahn, zum Staatsbahnhof         | Hafenbahn, zum Staatsbahnhof         |
| |                                  | Nord-Ostsee-Kanal (Drehbrücke)       |                                      |
| Haltepunkt / Haltestelle (Strecke außer Betrieb) |                                  | Schützenhof                          | Schützenhof                          |
| Bahnhof (Strecke außer Betrieb) | 2,4                              | Westerrönfeld                        | Westerrönfeld                        |
| Haltepunkt / Haltestelle (Strecke außer Betrieb) |                                  | Nübbel 1902–1923                     | Nübbel 1902–1923                     |
| Bahnhof (Strecke außer Betrieb) | 5,0                              | Schülp                               | Schülp                               |
| Bahnhof (Strecke außer Betrieb) | 8,9                              | Jevenstedt                           | Jevenstedt                           |
| Bahnhof (Strecke außer Betrieb) | 10,3                             | Dammstedt                            | Dammstedt                            |
| Bahnhof (Strecke außer Betrieb) | 13,3                             | Spannan                              | Spannan                              |
| Bahnhof (Strecke außer Betrieb) | 14,8                             | Legan                                | Legan                                |
| Bahnhof (Strecke außer Betrieb) | 17,0                             | Stafstedt                            | Stafstedt                            |
| Bahnhof (Strecke außer Betrieb) | 19,9                             | Luhnstedt                            | Luhnstedt                            |
| Bahnhof (Strecke außer Betrieb) | 21,3                             | Forsthaus (Luhnstedt)                | Forsthaus (Luhnstedt)                |
| Bahnhof (Strecke außer Betrieb) | 23,5                             | Nindorf                              | Nindorf                              |
| Bahnhof (Strecke außer Betrieb) | 26,7                             | Remmels                              | Remmels                              |
| Spitzkehrbahnhof links (Strecke außer Betrieb) | 30,7                             | Hohenwestedt Gleis zum Staatsbahnhof | Hohenwestedt Gleis zum Staatsbahnhof |
| Kreuzung geradeaus oben (Strecke geradeaus außer Betrieb) |                                  | Bahnstrecke Neumünster–Heide         | Bahnstrecke Neumünster–Heide         |
| Bahnhof (Strecke außer Betrieb) | 34,4                             | Wapelfeld                            | Wapelfeld                            |
| Bahnhof (Strecke außer Betrieb) | 37,0                             | Reher                                | Reher                                |
| Bahnhof (Strecke außer Betrieb) | 40,6                             | Puls                                 | Puls                                 |
| Bahnhof (Strecke außer Betrieb) | 42,9                             | Oldenborstel                         | Oldenborstel                         |
| Kopfbahnhof Streckenende (Strecke außer Betrieb) | 45,4                             | Schenefeld                           | Schenefeld                           |

Die Rendsburger Kreisbahn war ein Eigenbetrieb des damaligen Kreises Rendsburg in Schleswig-Holstein.

## Geschichte
Nachdem der Kreistag des Kreises Rendsburg schon länger eine bessere Erschließung des ländlichen Raumes angestrebt hatte, wurde am 18. Januar 1893 beim Bezirksausschuss eine Kleinbahn von Rendsburg nach Hohenwestedt mit einem Abzweig von Legan nach Itzehoe beantragt. Diese Strecke wurde dann auch ohne den Abzweig am 3. Juli 1893 genehmigt. Über mehrere Jahre zog sich die Sicherstellung der Finanzierung hin, auch die Planung war erst im Jahr 1900 abgeschlossen. Besonders schwierig gestaltete sich die Querung des Nord-Ostsee-Kanals und die Streckenführung in Rendsburg, da in der Festungsstadt große Gebiete im Eigentum des Militärs war. Aus diesem Grund wurde auf eine direkte Anbindung der Kleinbahn an den Staatsbahnhof verzichtet.
Die Kleinbahn wurde schließlich als meterspurige Kleinbahn angelegt. Sie verkehrte seit dem 21. Dezember 1901 von Rendsburg in südlicher Richtung nach Hohenwestedt, das bereits seit dem 22. August 1877 an die normalspurige Strecke Neumünster–Heide der Westholsteinischen Eisenbahn-Gesellschaft, die später von der Staatsbahn übernommen wurde, angeschlossen war. Deren Bahnhof lag nur wenige Meter vom Bahnhof der Kleinbahn entfernt und ermöglichte so schnelles Umsteigen. Der Nord-Ostsee-Kanal wurde in Rendsburg auf einer Drehbrücke überquert. Vom Rendsburger Kreisbahnhof, der südlich der Altstadt gelegen etwa zehn Gehminuten vom Staatsbahnhof entfernt war, führte eine Hafenbahn zum Kreishafen am Kanal. Diese stellte auch die – teilweise vierschienig angelegte – Verbindung für Güter zur Staatsbahn her. Am Hafen gab es einen Übergabebahnhof, an dem die Güter umgeladen wurden.

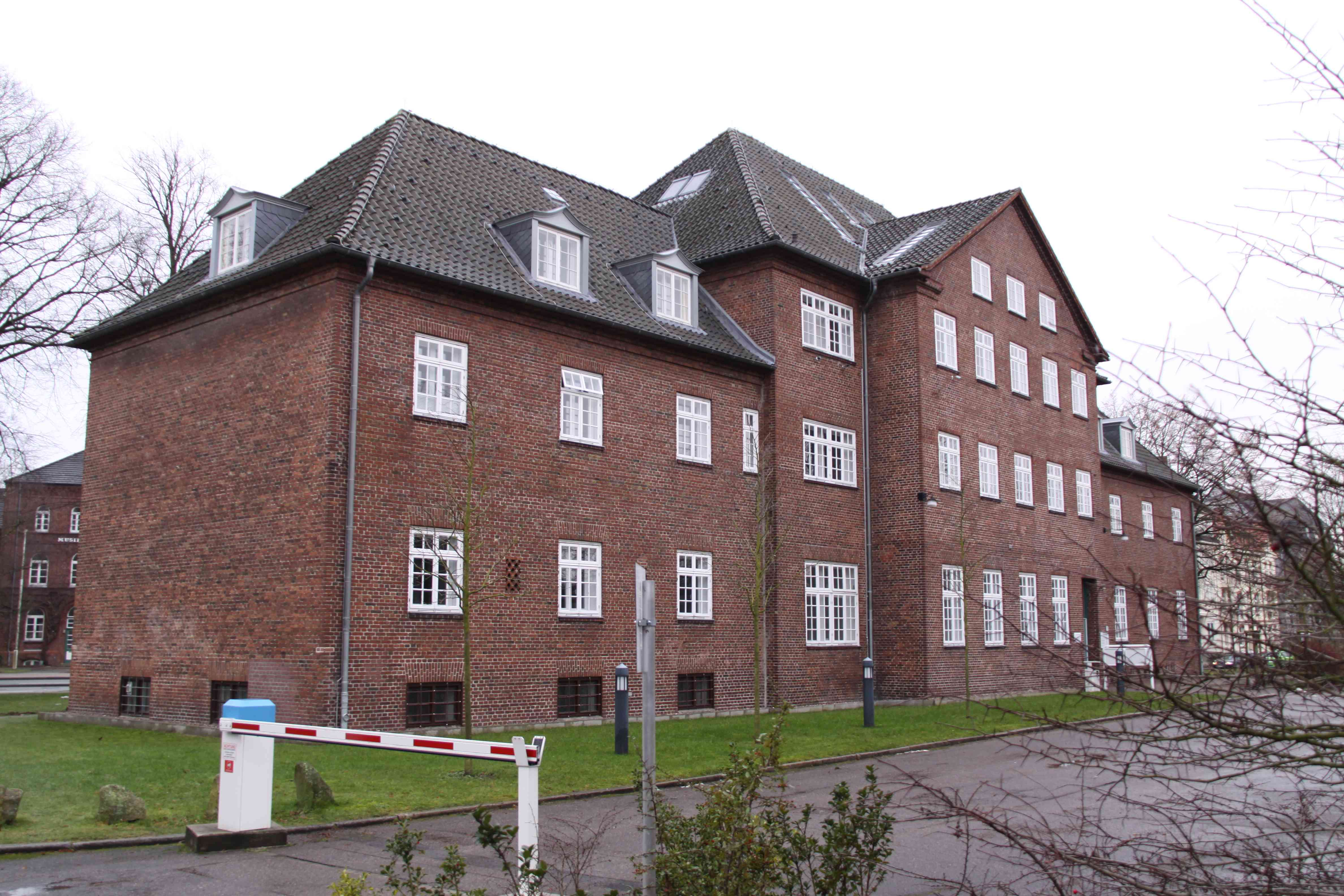
Der ehemalige Kreisbahnhof Rendsburg

Es verkehrten täglich fünf, später sechs Zugpaare.
Erst 15 Jahre später, am 10. November 1916, führte man die Kreisbahn von Hohenwestedt, wo ein Kopfbahnhof einen Richtungswechsel des Zuges erforderlich machte, weiter nach Süden bis zum Endpunkt Schenefeld. Damit war die Strecke insgesamt 45,4 Kilometer lang. Der geplante Weiterbau bis zur Marschbahn bei Vaale unterblieb.
Auf dem Abschnitt Hohenwestedt–Schenefeld verkehrten drei Zugpaare.
Das Ende der Kreisbahn zeichnete sich schon Mitte der 1950er Jahre ab. Am 18. Oktober 1954 wurde sie von der Betriebspflicht des Abschnitts Hohenwestedt–Schenefeld entbunden. In den Jahren 1956/57 zog sie sich schrittweise von der übrigen Strecke zurück. Auf dem letzten Teilstück Rendsburg–Jevenstedt endete der Verkehr am 15. Mai 1957. Einige Fahrzeuge wurden an die Sylter Inselbahn verkauft. Mit dem Jahresende 1960 war die Kreisbahn auch organisatorisch aufgelöst. Es blieb die Bedienung des Hafengleises durch eine auf Normalspur umgebaute Diesellok der ehemaligen Kreisbahn.

## Fuhrpark
Der Betrieb wurde mit fünf zweiachsigen Trambahnlokomotiven, acht Personenwagen, zwei Packwagen mit Postabteil, 32 gedeckten und 17 offenen Güterwagen sowie vier Langholzwagen aufgenommen. Die Fahrzeuge wurden mit der Heberleinbremse gebremst. 1911 bis 1913 wurde sie durch die Körting-Saugluftbremse ersetzt.
1913 und 1914 wurde zur Verstärkung zwei dreiachsige Dampflokomotiven angeschafft. Für die Verlängerung nach Schenefeld wurden 1916 vier weitere Personenwagen gekauft.
Zwei weitere dreiachsige Lokomotiven wurden 1925 und 1926 beschafft.
1925 kehrte auch die moderne Traktion auf der Rendsburger Kreisbahn ein, zwei Triebwagen wurden beschafft.
1939 standen vier Dampflokomotiven und zwei Triebwagen zur Verfügung. Die Triebwagen, die anfangs mit Benzol betrieben und 1939 und 1948 auf Diesel umgerüstet wurden, brachten der Bahn wegen ihrer rot-weißen Lackierung den Spitznamen „Rosa“ ein.
Die erste Diesellok der Kreisbahn war eine 1941 bei Krupp (Fabriknummer 2446) gebaute Lokomotive, sie wurde nach der Stilllegung an die Hafenbahn übertragen. Die zweite Diesellok RK 12 wurde 1951 von der Lokomotivfabrik Jung gekauft. Diese wurde 1957 an die Kleinbahn Selters–Hachenburg verkauft.

### Erhaltene Fahrzeuge

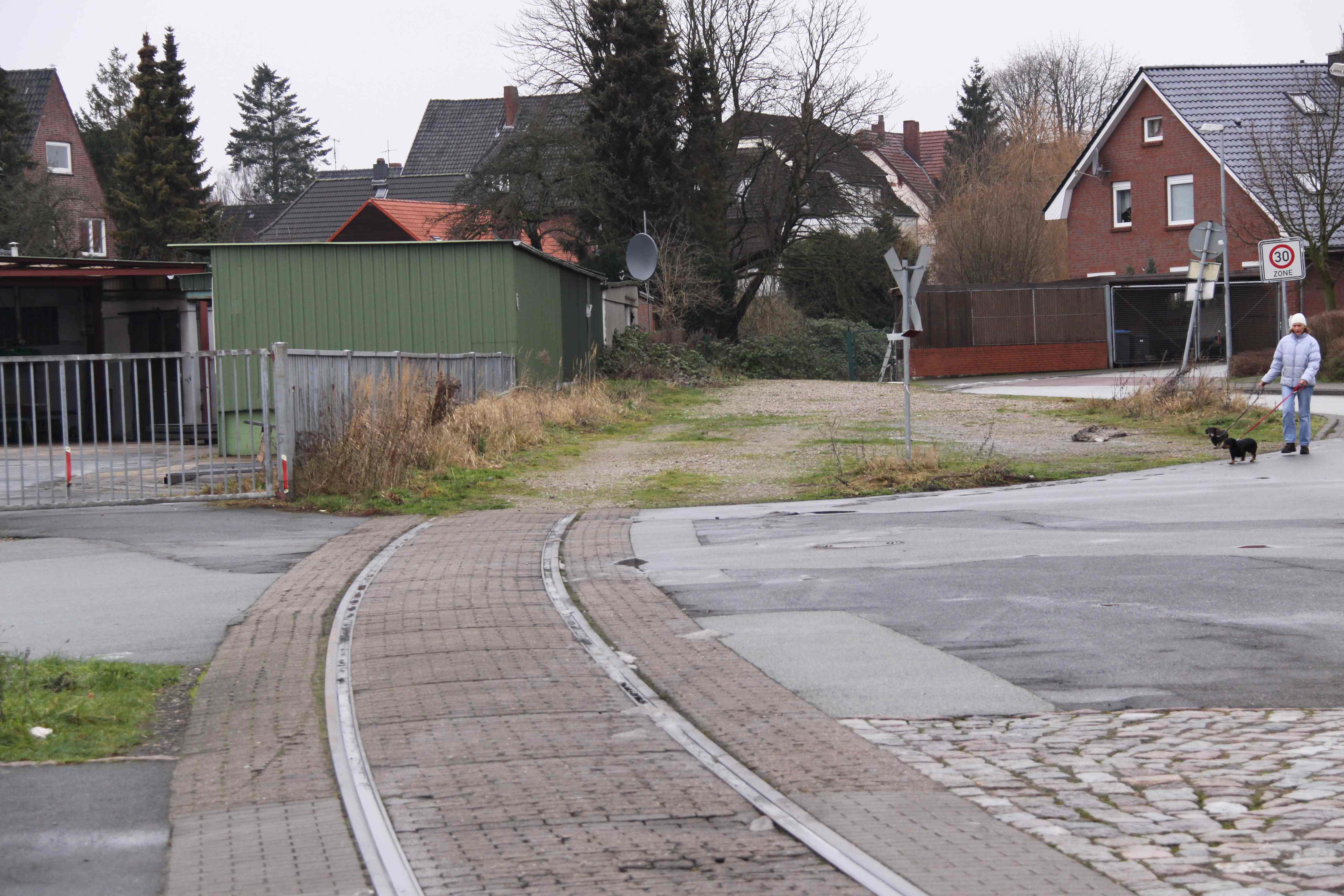
Kreishafen Rendsburg, Zufahrtsgleis Richtung Kreisbahnhof

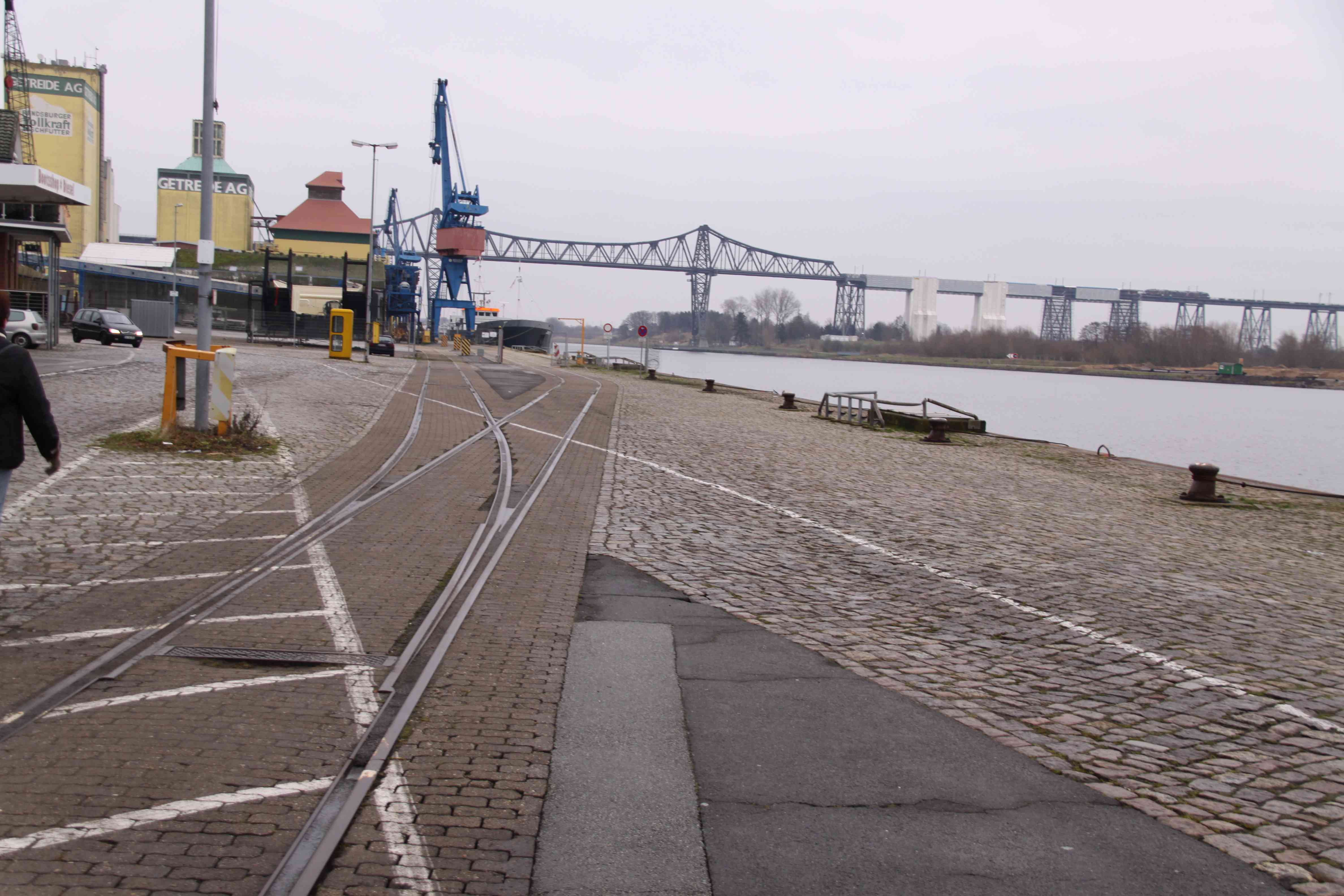
Kreishafen Rendsburg, Reste der Gleisanlagen

| Betriebsnr.       | Baujahr | Hersteller / Fabriknummer             | Heutiger Eigentümer        | Heutiger Standort  | ehemalige Einsatzorte                                                                                   | Zustand                                 |
| ----------------- | ------- | ------------------------------------- | -------------------------- | ------------------ | --- | --------------------------------------- |
| 11 (Diesellok)    | 1941    | Krupp 2446                            | Deutscher Eisenbahn-Verein | Bruchhausen-Vilsen | Rendsburger Kreisbahn                                                                                   | betriebsfähige Museumslokomotive V 1    |
| T 1 (Triebwagen)  | 1925    | Allgemeine Elektricitäts-Gesellschaft | Deutscher Eisenbahn-Verein | Bruchhausen-Vilsen | Rendsburger Kreisbahn, Sylter Verkehrs-Gesellschaft Interessengemeinschaft Historischer Schienenverkehr | Museumsfahrzeug T 43, nicht restauriert |
| 6 (Personenwagen) | 1900    | Gothaer Waggonfabrik 1425             | Deutscher Eisenbahn-Verein | Bruchhausen-Vilsen | Rendsburger Kreisbahn Sylter Verkehrs-Gesellschaft                                                      | betriebsfähiges Museumsfahrzeug Nr. 6   |

## Spuren
Heute finden sich an vielen Orten Spuren der Bahn. Zahlreiche Empfangsgebäude blieben stehen, so zum Beispiel das in Hohenwestedt, das inzwischen mit dem Namen „Rock am Gleis“ als Musikschule dient.
Der ehemalige Lokschuppen im Kreishafen wurde 2017 von einer Privatperson gekauft und modernisiert. Seither wird er als Kunstgalerie verwendet.
Ein Triebwagen und ein Personenwagen, die nach der Einstellung der Kreisbahn bei der Sylter Inselbahn im Einsatz waren, werden bei der Museumseisenbahn des Deutschen Eisenbahn-Vereins in Bruchhausen-Vilsen erhalten. Während der Personenwagen betriebsfähig ist, wird der Triebwagen nicht aufgearbeitet. Als drittes Fahrzeug ist seit 1978 die Krupp-Lokomotive Rendsburger Kreisbahn 11 der Kreis- und später Hafenbahn nach ihrem erneuten Umbau auf 1000 mm Spurweite betriebsfähig erhalten.

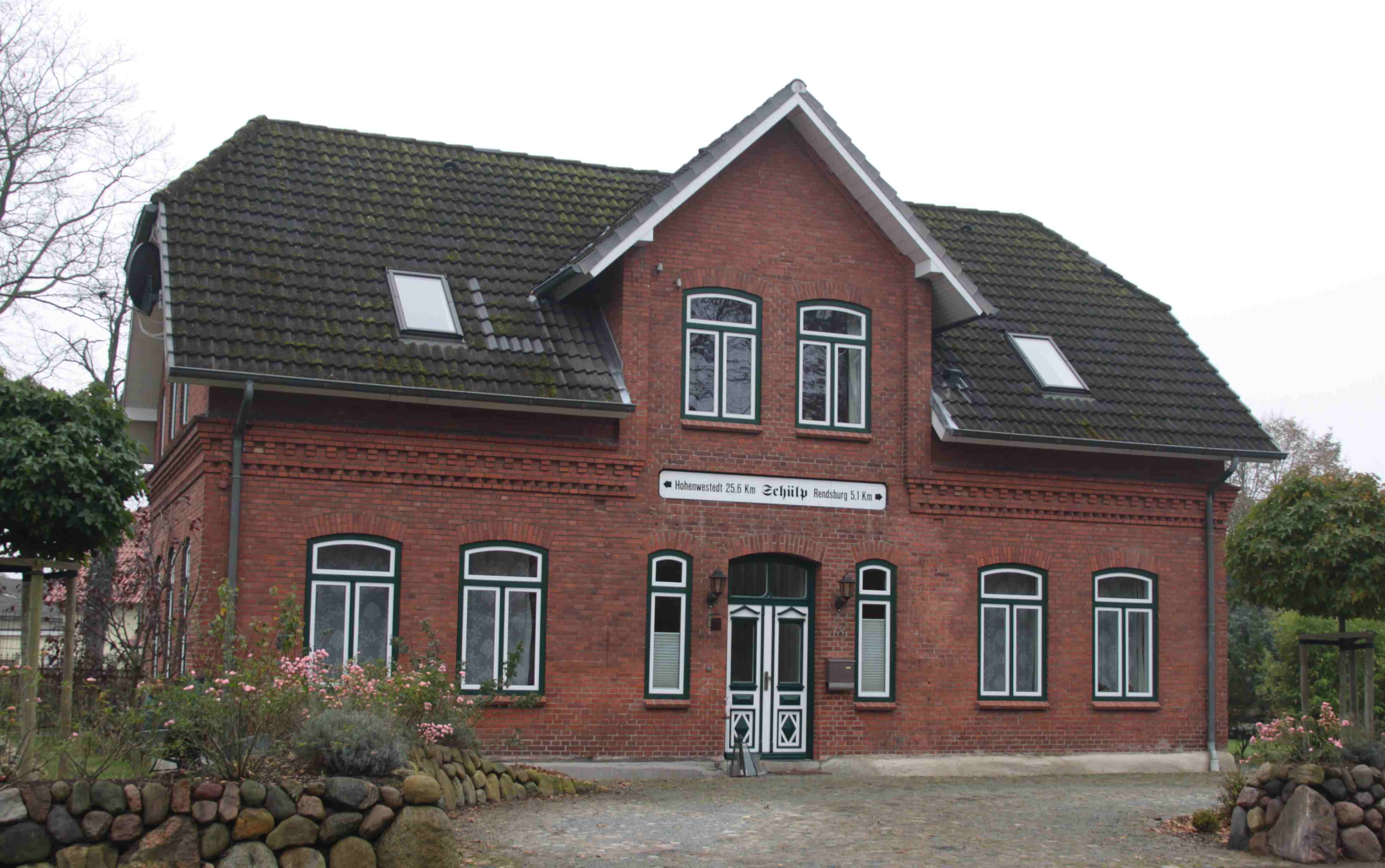
Ehemaliger Bahnhof Schülp